# Ида Брановачки
Персида - Ида Брановачки (рођ. Вујић; Сента, 18. децембар 1853 — Сента, 20. мај 1882) била је српски народни добротвор. Ида и њен муж Евгеније - Ђена Брановачки оставили су 20 јутара земље Српском народном позоришту, 10 јутара српској црквеној општини у Сенти, а 120 јутара за градњу српске вероисповедне школе на сенћанским салашима и стипендије сиромашним ученицима реалки и економских школа. Питомце бирала Матица српска у Новом Саду.
Како је забележено 1883. године, 10. августа сваке године биће одржаван парастос фамилији Ђене и Иде Брановачки у православној цркви у Сенти. Од њиховог фонда је, између осталог, 1893. године освећена и српска православна школа, лоцирана на једном салашу код Сенте.
У Задужбинама и фондовима чија су документа у Архиву Србије наводе се међу именима завештаоца и имена Брановачки Ђене и супруге Иде Вујић (Брановачки).

## Признања и почасти
Од 2019. године једна улица у београдском насељу Чукарица носи име Иде Брановачки.